# Vega
Vega (AFI: /ˈvɛɡa/; α Lyr / α Lyrae / Alfa Lyrae) è la stella più brillante della costellazione della Lira, la quinta più luminosa del cielo notturno, nonché la seconda più luminosa nell'emisfero celeste boreale, dopo Arturo. Vertice nord-occidentale dell'asterismo del Triangolo estivo, Vega è una stella piuttosto vicina, posta a soli 25 anni luce di distanza, la più luminosa in termini assoluti entro un raggio di 30 anni luce dal sistema solare.
Si tratta di una stella bianca di sequenza principale di classe spettrale A0 V, che possiede una massa circa due volte quella solare ed una luminosità circa 37 volte superiore. L'astro è caratterizzato da un'altissima velocità di rotazione sul proprio asse, che gli conferisce l'aspetto di uno sferoide oblato. Questa rapida rotazione, a causa di un fenomeno noto come oscuramento gravitazionale, si riflette sulla temperatura effettiva fotosferica, che varia a seconda della latitudine presa in esame: infatti, si è notato che la temperatura all'equatore è di circa 2000 K più bassa rispetto a quella rilevata ai poli, ed è proprio in direzione di uno di essi che la stella risulta visibile dalla Terra. È inoltre una sospetta variabile Delta Scuti, che manifesta pulsazioni nella luminosità di pochi centesimi di magnitudine ogni 0,19 giorni (circa 4,56 ore).
Vega, definita dagli astronomi «la stella più importante nel cielo dopo il Sole», riveste una grande importanza nell'astronomia, dal momento che è stata impiegata per calibrare gli strumenti osservativi e come riferimento per la misurazione di alcuni parametri comuni a tutte le stelle; inoltre, circa 12 000 anni fa, a causa della precessione dell'asse terrestre, ha svolto il ruolo di stella polare, e lo ricoprirà nuovamente tra altri 13 700 anni.
A metà degli anni ottanta il satellite IRAS ha scoperto che la stella presenta un eccesso di emissione infrarossa, attribuito alla presenza in orbita di un disco di polveri circumstellare. Queste polveri sarebbero il risultato di collisioni plurime tra gli oggetti orbitanti all'interno di una cintura asteroidale, assimilabile alla fascia di Kuiper nel sistema solare. Alcune irregolarità riscontrate nel disco suggerirebbero la presenza in orbita di almeno un pianeta, per massa simile a Giove.
Il nome Vega deriva dalla seconda parte del nome della stella in arabo النسر الواقع‎?, an-nasr al-wāqi‘, «Aquila che plana».

## Osservazione
Vega è la quinta stella più brillante del cielo se vista ad occhio nudo, data la sua magnitudine apparente pari a +0,03, che, associata al caratteristico colore bianco-azzurro, la rende facilmente distinguibile anche dal cielo fortemente inquinato delle grandi città. La facile rintracciabilità della stella è favorita anche dal fatto che Vega costituisce uno dei vertici dell'asterismo chiamato Triangolo estivo, le cui componenti sono, oltre a Vega, Deneb (α Cygni) e Altair (α Aquilae). Questo esteso triangolo rettangolo è molto ben riconoscibile nei cieli notturni poiché non sono presenti stelle altrettanto luminose nelle sue vicinanze; Vega, la più brillante delle tre, si trova sul vertice nord-occidentale, che coincide con l'angolo retto.

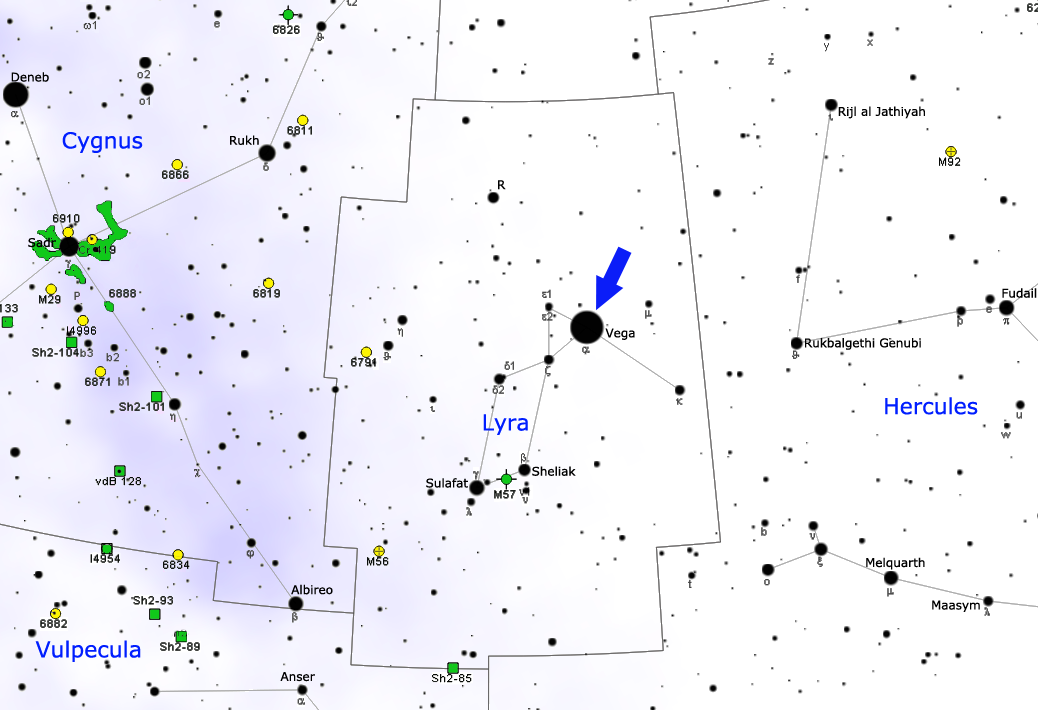
La posizione di Vega all'interno della costellazione della Lira.

Vega domina la costellazione di piccole dimensioni in cui si trova, la Lira, per la maggior parte costituita da stelle relativamente poco luminose; trovandosi quindi in un ambiente povero di stelle luminose, specialmente in direzione ovest, la sua brillantezza risulta particolarmente risaltata.
Data la sua declinazione di +38,7°, Vega è una stella dell'emisfero celeste boreale; questa declinazione fortemente settentrionale fa sì che essa possa risultare visibile solo da latitudini a nord di 51° S, mentre a nord di 51° N appare circumpolare, ossia non tramonta mai sotto l'orizzonte.
Alle latitudini temperate boreali la stella può essere osservata vicino allo zenit durante le serate estive; in realtà, in virtù della sua posizione molto settentrionale, da questo emisfero è visibile per la gran parte dell'anno. L'astro inizia a diventare ben visibile, in direzione est, nelle sere di fine aprile-inizio maggio; in quest'occasione appare come la seconda stella più brillante della notte, dopo Arturo, che è lievemente più luminosa. Durante i mesi estivi Vega raggiunge il culmine, dominando il cielo; l'astro resta visibile anche durante le serate autunnali in direzione ovest, sempre relativamente alto sull'orizzonte. Il mese di gennaio la vede tramontare sotto l'orizzonte ovest alle luci del crepuscolo, sebbene, poiché si trova molto a nord rispetto all'eclittica, fosse già visibile ad est poco prima dell'alba nel mese di novembre.
Alle medie latitudini australi invece si presenta bassa sopra l'orizzonte durante la stagione invernale e permane visibile nel cielo notturno solo per pochi mesi all'anno. Il suo sorgere eliaco avviene a marzo, mentre tramonta col Sole a settembre; il periodo migliore per la sua osservazione nel cielo serale australe è dunque compreso fra luglio e agosto.

## Storia delle osservazioni

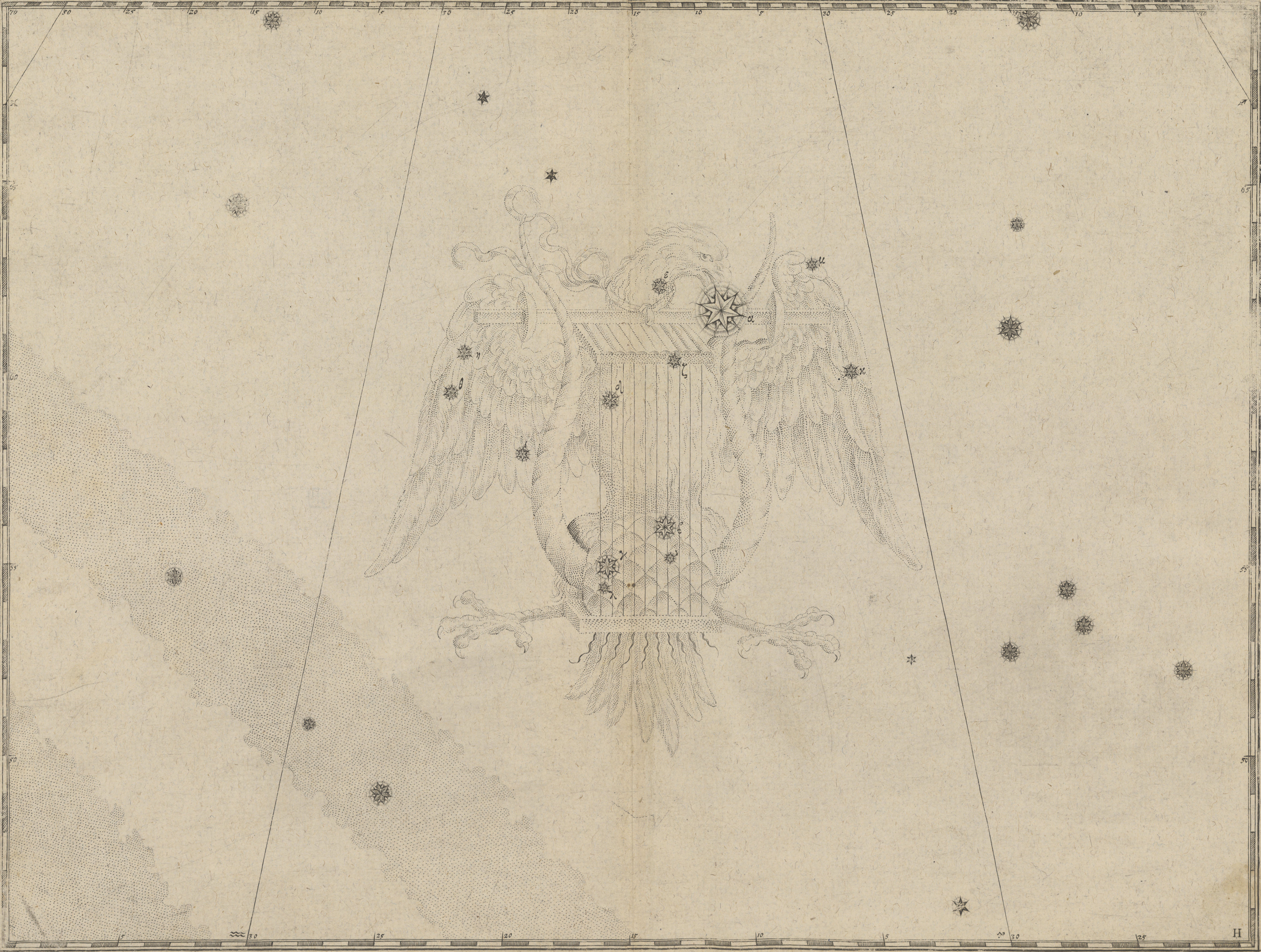
Un'illustrazione, presa dall'atlante Uranometria di Johann Bayer, che rappresenta la costellazione della Lira. La costellazione è stata spesso rappresentata anche come un'aquila o un avvoltoio; vicino alla punta del becco del rapace c'è la stella Vega.

Vega è ben nota sin dall'antichità, data la sua grande luminosità e il suo brillante colore bianco-azzurro. I pochi riferimenti "scientifici" giuntici da quest'epoca riguardano principalmente i cataloghi stellari compilati dagli astronomi greci e greco-romani (Ipparco e Tolomeo in particolare) e dagli astronomi arabi nel Medioevo.
L'astrofotografia, ovvero la fotografia di oggetti celesti, iniziò nel 1840 quando John William Draper riprese un'immagine della Luna. La prima stella ad essere fotografata, a parte il Sole, fu proprio Vega; la stella venne ripresa il 17 luglio 1850 presso l'Harvard College Observatory con un'esposizione di circa cento secondi, sfruttando le tecniche della dagherrotipia.
Henry Draper, redattore di un importante catalogo stellare, fu l'autore, nell'agosto 1872, della prima ripresa dello spettro di una stella differente dal Sole: egli infatti immortalò lo spettro di Vega, riuscendo a mostrare per la prima volta la presenza di linee di assorbimento, simili a quelle rilevate nello spettro del Sole. Nel 1879 William Huggins analizzò le immagini dello spettro di Vega e di altre stelle simili, ed identificò un gruppo di dodici "linee molto marcate" che erano comuni a quella categoria stellare: si trattava delle linee della serie di Balmer.
Uno dei primi tentativi di misurare una distanza stellare fu compiuto da Friedrich Georg Wilhelm von Struve, che, sfruttando il metodo della parallasse, stimò per Vega il valore di 0,125 arcosecondi. Friedrich Bessel mostrò scetticismo nei confronti della misurazione di Struve e, quando Bessel pubblicò un valore di 0,314″ per la stella 61 Cygni, Struve riesaminò i suoi dati arrivando quasi a raddoppiare la sua precedente stima. Questo fatto gettò discredito sulle misurazioni di Struve e portò ad accreditare Bessel come l'autore della prima misurazione di una parallasse stellare. In realtà, il primo valore ottenuto da Struve per Vega è molto vicino al valore attualmente accettato, pari a 0,129″.
Le rilevazioni fotometriche effettuate negli anni trenta hanno mostrato una leggera variazione della luminosità della stella, pari a ± 0,03 magnitudini. Poiché questo valore era al limite della sensibilità degli strumenti dell'epoca, la variabilità di Vega è rimastata un'ipotesi; le osservazioni effettuate nel 1981 presso il David Dunlap Observatory permisero di rilevare nuovamente la presenza di queste leggere variazioni, imputate a pulsazioni intrinseche dell'astro che lo renderebbero quindi una variabile Delta Scuti. Anche se Vega corrisponde in larga parte al profilo fisico caratteristico di questo tipo di stelle variabili, tali variazioni non sono state rilevate da altri osservatori; per questa ragione si è giunti persino a supporre che tali misurazioni siano affette da un errore sistematico nella misurazione.
Nel 1983 fu scoperto per la prima volta un disco di polveri attorno a Vega, tramite l'Infrared Astronomical Satellite (IRAS), che rilevò un eccesso di radiazione infrarossa, dovuta all'energia emessa da polvere orbitante che viene scaldata dalla stella.

## Nelle epoche precessionali

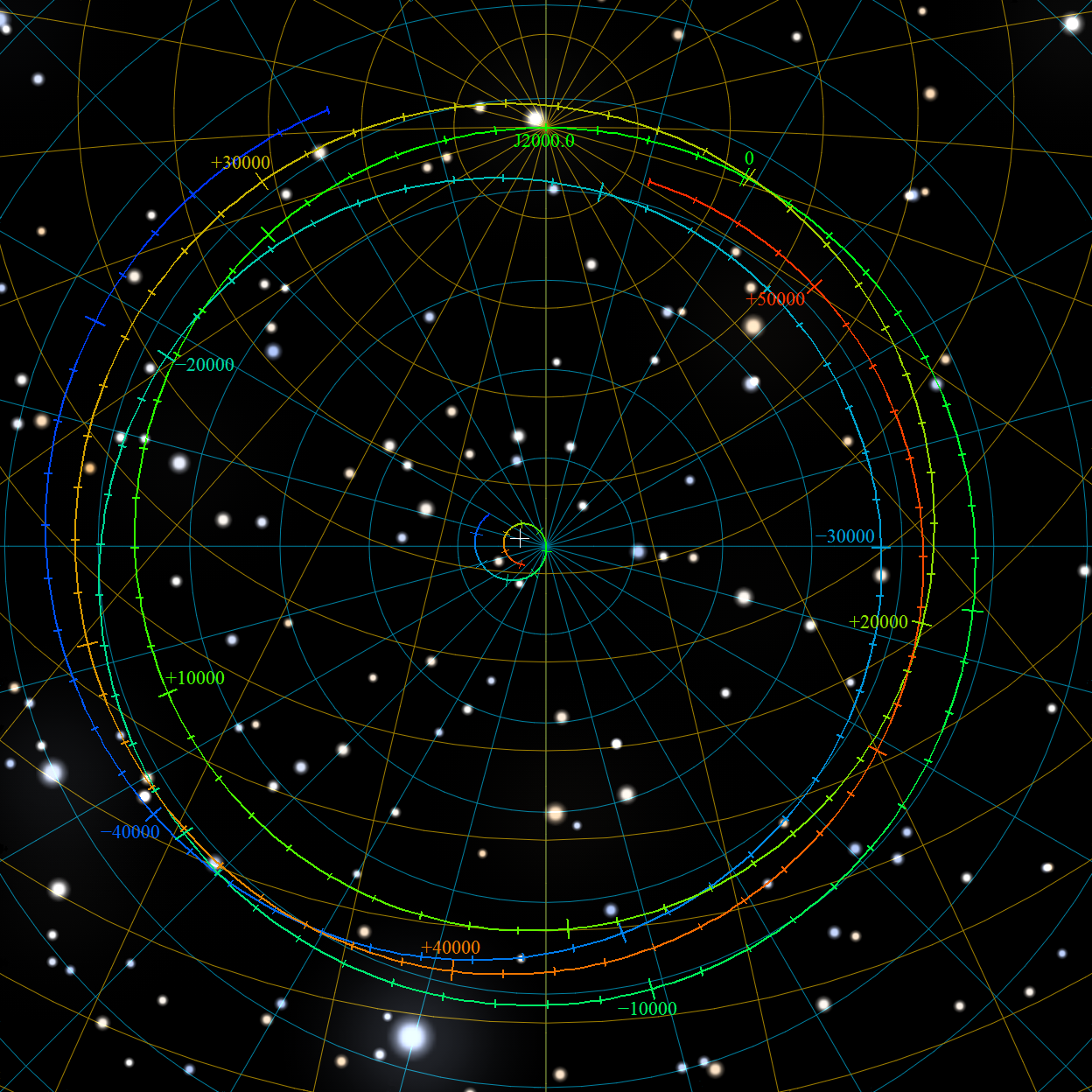
La proiezione del percorso di precessione del Polo Nord sul cielo fisso dell'epoca J2000.0 per l'intervallo di tempo da 48000 a.e.v. al 52000 a.e.c.. Vega è la stella più brillante, nella parte inferiore dell'immagine.

Vega è una delle stelle più interessanti del cielo: la sua posizione, a 39° di declinazione nord e coincidente con le 18h di ascensione retta, fa in modo che venga a trovarsi molto lontano dall'eclittica, al punto da essere la stella di prima magnitudine più vicina al polo nord dell'eclittica, che ricade nella vicina costellazione del Dragone, a poco meno di 27° da essa.
A causa del fenomeno conosciuto come precessione degli equinozi, le coordinate celesti di stelle e costellazioni possono variare sensibilmente, a seconda della loro distanza dal polo nord e sud dell'eclittica; un ciclo precessionale ha una durata di 25 770 anni circa, durante i quali l'asse di rotazione terrestre compie un movimento rotatorio descrivendo in cielo due cerchi opposti, uno nell'emisfero nord e uno in quello sud. Nel corso delle epoche l'asse di rotazione visto dalla Terra tende ad avvicinarsi o ad allontanarsi apparentemente da varie stelle; attualmente esso punta il nord in direzione di una stella di seconda magnitudine nota anticamente come Cynosura, la coda dell'Orsa Minore, che oggi prende il nome di Polaris, la stella polare.
Fra circa 13 700 anni, quando l'epoca precessionale sarà opposta a quella attuale, l'asse di rotazione terrestre punterà a pochi gradi da Vega, che diventerà così la nuova indicatrice del polo nord celeste; per raggiungerla, l'asse si avvicinerà e attraverserà dapprima la costellazione di Cefeo e infine lambirà la parte nordoccidentale del Cigno. Anche 12 000 anni fa Vega era la Stella Polare, mentre l'attuale Polare, Cynosura, assumerà una declinazione simile a quella che Vega ha al giorno d'oggi, sorgendo e tramontando regolarmente anche nelle regioni di latitudine boreale media. Vega è la più brillante tra tutte le stelle che si sono alternate e si alterneranno nel ruolo di stella polare.

## Caratteristiche fisiche

### Struttura, massa, età e luminosità

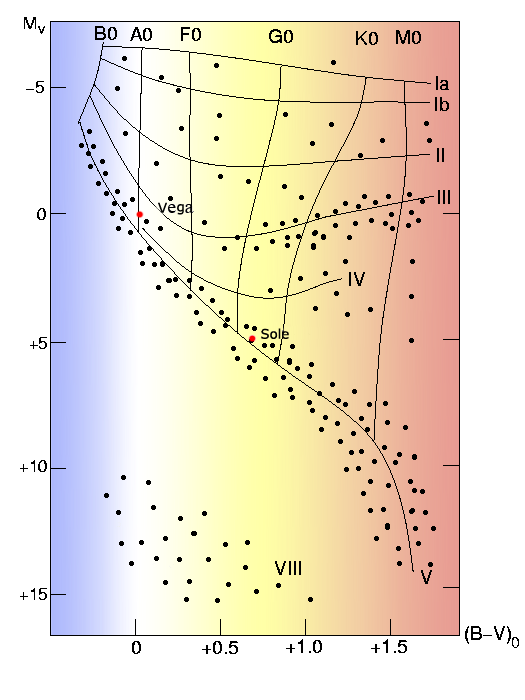
La posizione di Vega e del Sole nella sequenza principale del diagramma H-R.

Vega è classificata come una stella bianca di tipo spettrale A0 V che si trova nella sequenza principale, dove, come la maggior parte delle altre stelle, sta convertendo nel suo nucleo l'idrogeno in elio per mezzo della fusione nucleare.
Durante questa fase di stabilità Vega produce la maggior parte dell'energia che irradia tramite il ciclo CNO, un processo di fusione che, servendosi come intermedi del carbonio, dell'azoto e dell'ossigeno, combina protoni per formare nuclei di elio. Questo processo richiede, per poter avvenire efficientemente, una temperatura di almeno 15 000 000–17 000 000 di K, superiore a quella presente nel nucleo del Sole (circa 13 000 000 –15  000 000), ed è più redditizio del meccanismo usato dalla nostra stella come mezzo principale per produrre energia, la catena protone-protone. Il ciclo CNO è molto sensibile alla temperatura; per questa ragione il nucleo della stella, contrariamente a quanto accade nel nucleo solare, è sede di intensi movimenti convettivi, che permettono di "rimescolare" e distribuire uniformemente i materiali residuati dai processi nucleari; la regione sovrastante invece si trova in uno stato di equilibrio radiativo. Questa configurazione è esattamente opposta a quella del Sole, che invece presenta una zona radiativa centrata sul nucleo e una regione convettiva al di sopra di essa. Alla luce poi di una bassa emissione di raggi X, si pensa che la stella possieda una corona molto debole, o addirittura che questa sia inesistente.
Vega si trova nella sequenza principale da circa 386 – 511 milioni di anni, e si stima che vi permarrà per almeno altri 700 – 500 milioni di anni; dunque Vega si troverebbe all'incirca a metà della propria sequenza principale, proprio come il Sole, la cui sequenza principale è però dieci volte più lunga. Infatti, le stelle più massicce (e, di conseguenza, più luminose) utilizzano il loro combustibile nucleare più rapidamente delle altre, a causa del fatto che le reazioni nucleari procedono a un ritmo più sostenuto per contrastare il collasso gravitazionale, direttamente proporzionale alla massa, cui la stella è naturalmente soggetta: Vega è infatti circa 2,11 volte più massiccia e circa 37 ± 3 volte più luminosa della nostra stella.
Lo scenario successivo al termine della sequenza principale è prevedibile grazie ai modelli fisico-matematici sviluppati sull'evoluzione stellare: infatti, giunta al termine della sequenza principale, la stella attraverserà una serie di fasi di instabilità, che la porteranno dapprima ad espandersi in gigante rossa, quindi, dopo diversi cicli di reazioni nucleari che culmineranno con la produzione del carbonio e dell'ossigeno, a contrarsi in un'evanescente nana bianca.
Le osservazioni e le misurazioni fotometriche hanno permesso di scoprire che Vega possiede una piccola variabilità, con un periodo di 0,107 giorni, presumibilmente associata a pulsazioni radiali del corpo celeste; non si è tuttavia certi dell'effettiva appartenenza alla classe delle variabili Delta Scuti, nonostante le caratteristiche fisiche di Vega siano in larga parte corrispondenti a quelle di questa categoria di variabili.

### Raggio, rotazione e temperatura

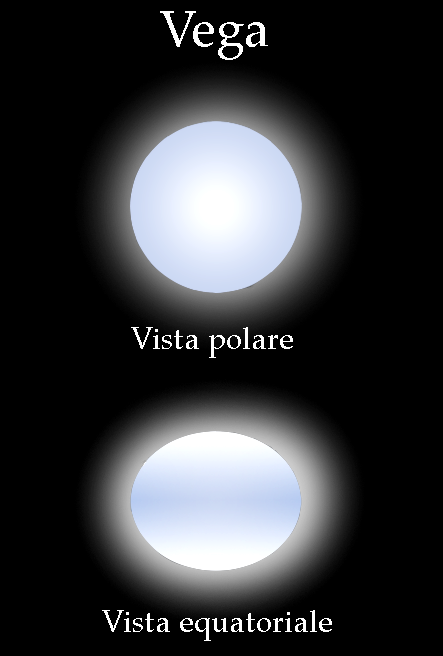
Raffronto tra il diametro polare e quello equatoriale di Vega.

La determinazione del raggio di Vega, resa possibile dall'utilizzo di tecniche interferometriche, ha restituito un valore inaspettatamente elevato, pari a circa 2,73 ± 0,01 volte quello solare e superiore di circa il 60% rispetto a quello di Sirio; secondo i modelli fisici invece il diametro di Vega avrebbe dovuto eccedere di non più del 12% il diametro di Sirio. La causa di questa discrepanza fu sin dall'inizio attribuita alla rapida rotazione della stella, dato che ha trovato conferme nelle osservazioni condotte tramite il CHARA Array nel 2005.
La velocità di rotazione all'equatore è pari a 274 km/s e corrisponde al 91% della velocità limite che porterebbe una stella a disintegrarsi a causa della forza centrifuga; ad una simile velocità, la stella impiega appena 12,5 ore per compiere una rotazione sul proprio asse. Questa rapida rotazione fa assumere all'astro l'aspetto di uno sferoide oblato, caratterizzato quindi da un forte schiacciamento polare e da un altrettanto pronunciato rigonfiamento equatoriale: il raggio all'equatore è superiore del 13% rispetto al raggio polare. Il raggio polare della stella risulta quindi pari a 2,418 ± 0,012 raggi solari (R☉), mentre il raggio equatoriale è di 2,726 ± 0,006 R☉. È però necessario tener presente che, dato che l'asse di rotazione di Vega risulta inclinato di non più di 5 gradi rispetto alla linea di vista che la congiunge alla Terra, il rigonfiamento equatoriale è osservato in direzione del polo, il che può portare ad una sovrastima del valore effettivo del raggio.

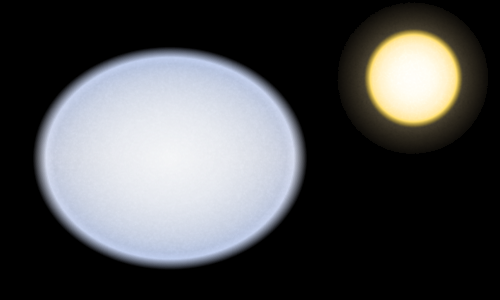
Dimensioni di Vega, nel suo profilo equatoriale (a sinistra), rispetto al Sole (a destra).

Poiché, per effetto della rotazione, l'accelerazione risultante dalla somma vettoriale dell'accelerazione gravitazionale locale e dell'accelerazione tangenziale sui poli è maggiore rispetto all'equatore, per il teorema di von Zeipel anche la luminosità locale e la temperatura effettiva risultano maggiori ai poli: le misurazioni hanno mostrato che i poli che raggiungono una temperatura di 10 000 K, mentre all'equatore è di soli 8 900 K. Di conseguenza, nel rispetto della legge di Stefan-Boltzmann, se Vega fosse osservata dal piano equatoriale, la sua luminosità apparirebbe più che dimezzata. Il gradiente termico che si viene a generare crea una regione di convezione nell'atmosfera circostante l'equatore, mentre il resto dell'atmosfera è probabilmente in uno stato di equilibrio radiativo.
Questa grande differenza tra i poli e l'equatore produce un effetto di oscuramento gravitazionale: osservata ai poli la stella presenta infatti un bordo più scuro rispetto a quello che si osserverebbe normalmente nel caso di una stella quasi perfettamente sferica (il cosiddetto oscuramento al bordo).
Se Vega possedesse una velocità di rotazione ben più inferiore (e quindi fosse simmetricamente sferica) ed irradiasse in tutte le direzioni la stessa quantità di energia che irradia dai poli, la sua luminosità sarebbe 57 volte quella del Sole, un valore ben superiore a quello ottenuto dalle osservazioni; un tale valore sarebbe tuttavia molto più alto rispetto a quello teoricamente previsto per una stella di massa simile a Vega, che non supererebbe le 40 L☉.

### Spettro e composizione chimica

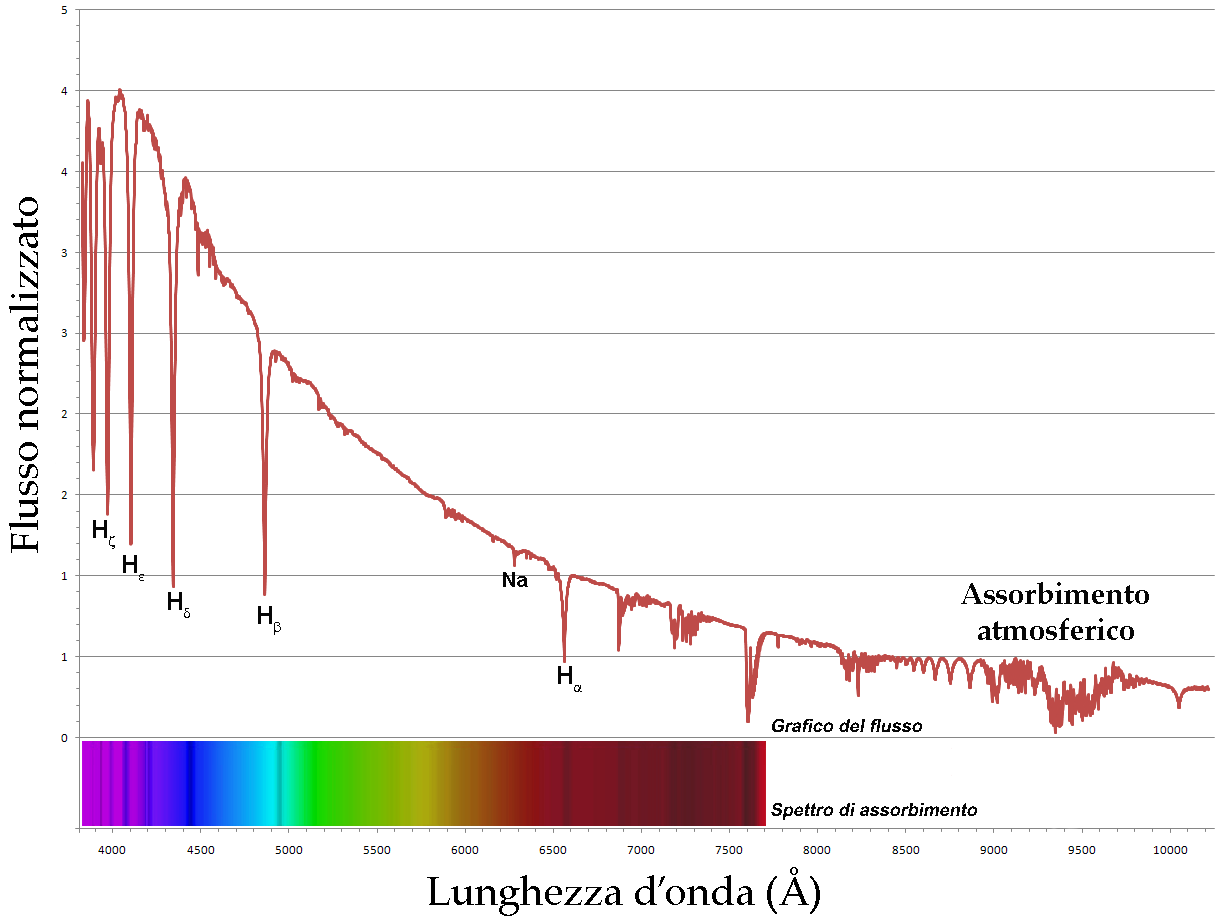
Lo spettro di Vega alle lunghezze d'onda di 3 820–10 200 Å; le gole del grafico coincidono con le righe di assorbimento dello spettro di diffrazione ad esso sottostante.

Lo spettro visibile di Vega è dominato dalle linee di assorbimento dell'idrogeno, in particolare dalla serie di Balmer, costituita, nel visibile, da quattro righe a diverse lunghezze d'onda, che sono prodotte dall'emissione di un fotone da parte dell'unico elettrone dell'atomo di idrogeno che, da uno stato eccitato, si sposta al livello quantico descritto dal numero quantico principale n = 2. Le linee degli altri elementi sono relativamente deboli, e le principali sono relative al magnesio ionizzato, ferro e cromo.
Le indagini spettrali hanno permesso di determinare la metallicità della stella; gli astronomi usano il termine "metalli" per definire generalmente gli elementi che hanno un numero atomico superiore a quello dell'elio. La metallicità della fotosfera di Vega è solo il 32% dell'abbondanza di elementi pesanti presenti nell'atmosfera solare; per raffronto il Sole possiede una metallicità (Z) di circa Z☉ = 0,0172 ± 0,002. Quindi, in termini di abbondanza, appena lo 0,54% di Vega consiste di elementi più pesanti dell'elio. Questa metallicità insolitamente bassa rende Vega una stella di tipo Lambda Bootis.
Il rapporto tra idrogeno ed elio osservato per Vega è 0,030 ± 0,005, circa il 60% di quello del Sole; questa differenza potrebbe essere dovuta alla mancanza di una zona convettiva poco al di sotto della fotosfera (essa infatti è ubicata, all'interno di Vega, a ridosso del nucleo): il trasferimento dell'energia avviene infatti prevalentemente mediante irraggiamento, il che potrebbe essere all'origine anche di un'anomala diffusione degli elementi all'interno della stella.

### Moti spaziali

Animazione che mostra il moto spaziale e l'aumento di luminosità di Vega; le altre stelle, che nella realtà sono in movimento, sono mostrate come fisse per esigenze didattiche.

Le rilevazioni più precise disponibili sul moto spaziale di Vega indicano che la sua velocità radiale, ovvero la componente del moto stellare orientata nella direzione di vista della Terra, è −13,9 ± 0,9 km/s; il segno negativo indica che la sua luce risulta spostata verso il blu, e quindi che la stella è in avvicinamento al sistema solare.
Il moto proprio, ovvero la componente del moto trasversale rispetto alla linea di vista, fa sì che Vega si sposti rispetto allo sfondo delle stelle più distanti. Precise misurazioni della sua posizione hanno permesso di calcolare un movimento di 202,04 ± 0,63 milliarcosecondi all'anno (mas/anno) in ascensione retta e 287,47 ± 0,54 mas/anno in declinazione; il movimento netto della stella è di 327,78 milliarcosecondi all'anno, equivalente ad uno spostamento di un grado ogni 11 000 anni.
Nel sistema di coordinate galattiche le componenti della velocità della stella sono U = −13,9 ± 0,9, V= −6,3 ± 0,8 e W = −7,7 ± 0,3, dove U indica la velocità rispetto al centro galattico, V rispetto al senso di rotazione galattico e W rispetto al polo nord galattico, con una velocità netta di 17 km/s. La componente radiale, nella direzione del Sole, è −13,9 km/s e la velocità trasversale è di 9,9 km/s.
Il raffronto dei dati astrometrici di Vega e di altre stelle hanno mostrato che essa fa parte di un'associazione stellare, l'associazione di Castore, che comprende 16 stelle tra cui Zubenelgenubi (α Lib), Alderamin (α Cep), Castore (α Gem) e Fomalhaut (α PsA). Le componenti dell'associazione si muovono quasi in parallelo con velocità simili (attorno a 16,5 km/s); questa caratteristica implicherebbe una comune origine del gruppo come ammasso aperto da una nube molecolare gigante, il quale nel corso dei milioni di anni si è disperso dando luogo all'attuale associazione. L'età stimata di questo gruppo è circa 200 ± 100 milioni di anni, in linea con l'età media dei membri dell'associazione.

## Luminosità apparente comparata nel tempo
Vega dista attualmente 25,3 anni luce dal Sole; da questa distanza l'astro appare come la quinta stella più brillante del cielo. Tuttavia, il suo progressivo avvicinamento al sistema solare la porterà, entro i prossimi 200 000 anni, ad aumentare piuttosto rapidamente la sua luminosità apparente; Sirio è l'attuale stella più brillante del cielo (con una magnitudine di −1,46) e resterà tale ancora per i prossimi 60 000 anni, durante i quali aumenterà la propria luminosità (fino quasi a sfiorare la magnitudine −1,7) per poi andare incontro a un progressivo affievolimento; più in fretta ancora aumenterà la luminosità di Altair, che passerà da un attuale valore di 0,77 a −0,53 in 140 000 anni, per poi decadere altrettanto rapidamente. Arturo si trova attualmente al punto più vicino a noi, dunque in futuro la sua luminosità diminuirà, come quella di Canopo, che fino a 90 000 anni fa era la stella più brillante del cielo. L'attuale stella più vicina a noi è α Centauri, la quale continuerà ad avvicinarsi e ad aumentare in luminosità per i prossimi 25 000 anni, trascorsi i quali l'astro inizierà ad allontanarsi dal sistema solare e a diminuire in luminosità apparente.
Le simulazioni suggeriscono che la combinazione del suo moto in avvicinamento e il contemporaneo allontanamento e il conseguente affievolimento di alcune delle stelle più brillanti dell'epoca attuale, renderanno Vega, per il periodo compreso tra 210 000 e 480 000 anni, la stella più brillante del cielo; Vega raggiungerà una magnitudine di picco pari a −0,81 entro 290 000 anni, periodo di tempo necessario perché giunga alla distanza minima di 17 anni luce dal sistema solare. In seguito, la stella si allontanerà, diminuendo progressivamente la sua luminosità apparente fino a raggiungere, nel giro di alcuni milioni di anni, una distanza tale da renderla invisibile ad occhio nudo.
La tabella sottostante indica i dati delle magnitudini apparenti delle stelle esaminate nel grafico, con un campionamento di 25 000 anni; il grassetto indica la stella più luminosa nel periodo indicato.
| \| Anni \| Sirio \| Canopo \| α Centauri \| Arturo \| Vega \| Procione \| Altair \| \| -------- \| ----- \| ------ \| ---------- \| ------ \| ----- \| -------- \| ------ \| \| −100 000 \| −0,66 \| −0,82 \| 2,27 \| 0,88 \| 0,33 \| 0,88 \| 1,69 \| \| −75 000 \| −0,86 \| −0,80 \| 1,84 \| 0,58 \| 0,24 \| 0,73 \| 1,49 \| \| −50 000 \| −1,06 \| −0,77 \| 1,30 \| 0,30 \| 0,17 \| 0,58 \| 1,27 \| \| −25 000 \| −1,22 \| −0,75 \| 0,63 \| 0,08 \| 0,08 \| 0,46 \| 1,03 \| \| 0 \| −1,43 \| −0,72 \| −0,21 \| −0,02 \| 0,00 \| 0,37 \| 0,78 \| \| 25 000 \| −1,58 \| −0,69 \| −0,90 \| 0,02 \| −0,08 \| 0,33 \| 0,49 \| \| 50 000 \| −1,66 \| −0,67 \| −0,56 \| 0,19 \| −0,16 \| 0,32 \| 0,22 \| \| 75 000 \| −1,66 \| −0,65 \| 0,30 \| 0,45 \| −0,25 \| 0,37 \| −0,06 \| \| 100 000 \| −1,61 \| −0,62 \| 1,05 \| 0,74 \| −0,32 \| 0,46 \| −0,31 \| |       |        |            |        |       |          |        |
| Anni | Sirio | Canopo | α Centauri | Arturo | Vega  | Procione | Altair |
| −100 000 | −0,66 | −0,82  | 2,27       | 0,88   | 0,33  | 0,88     | 1,69   |
| −75 000 | −0,86 | −0,80  | 1,84       | 0,58   | 0,24  | 0,73     | 1,49   |
| −50 000 | −1,06 | −0,77  | 1,30       | 0,30   | 0,17  | 0,58     | 1,27   |
| −25 000 | −1,22 | −0,75  | 0,63       | 0,08   | 0,08  | 0,46     | 1,03   |
| 0 | −1,43 | −0,72  | −0,21      | −0,02  | 0,00  | 0,37     | 0,78   |
| 25 000 | −1,58 | −0,69  | −0,90      | 0,02   | −0,08 | 0,33     | 0,49   |
| 50 000 | −1,66 | −0,67  | −0,56      | 0,19   | −0,16 | 0,32     | 0,22   |
| 75 000 | −1,66 | −0,65  | 0,30       | 0,45   | −0,25 | 0,37     | −0,06  |
| 100 000 | −1,61 | −0,62  | 1,05       | 0,74   | −0,32 | 0,46     | −0,31  |

## Utilizzo per la calibrazione degli strumenti osservativi

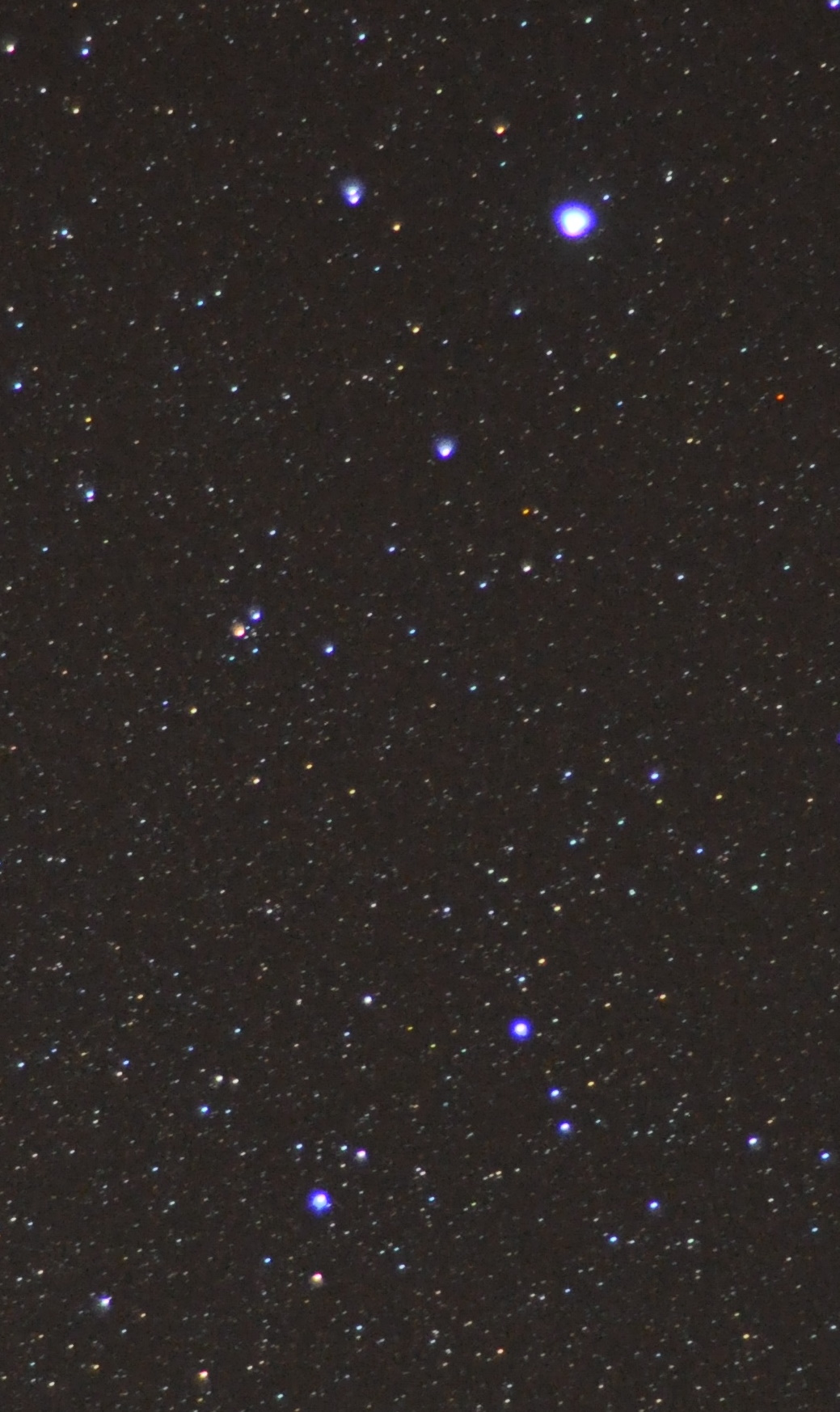
La brillantezza di Vega (qui fotografata nella Lira) era presa come valore di base (0) della scala delle magnitudini.

Vega è stata utilizzata a lungo come "stella modello" per calibrare i telescopi ed altri strumenti osservativi e come riferimento per la misurazione di alcuni parametri comuni a tutte le stelle, quali magnitudine, luminosità, temperatura effettiva, indice di colore e spettro.
La brillantezza di una stella osservata dalla Terra viene espressa tramite una scala logaritmica standard, la magnitudine: si tratta di un valore numerico che decresce all'aumentare della luminosità della stella. Nel cielo notturno le stelle più deboli che possono essere percepite ad occhio nudo sono circa di magnitudine 6, mentre le stelle più brillanti hanno valori di magnitudine negativi. Per standardizzare la scala delle magnitudini, gli astronomi hanno scelto Vega per rappresentare la magnitudine 0; per molti anni quindi la stella fu utilizzata per calibrare le scale di luminosità nella fotometria.
Attualmente il valore di magnitudine zero viene tuttavia definito in termini di flusso, poiché risulta di maggiore comodità: Vega infatti non è sempre visibile per effettuare direttamente le calibrazioni.
Il sistema fotometrico UBV misura la magnitudine delle stelle mediante filtri ultravioletti, blu e gialli che corrispondono ai valori U, B e V. Vega è una delle sei stelle utilizzate per stabilire i valori medi per questo sistema fotometrico al momento della sua introduzione negli anni cinquanta. La magnitudine media per queste stelle fu definita come U − B = B − V = 0, essendo la medesima per le controparti gialle, blu e ultraviolette dello spettro elettromagnetico. Vega ha quindi uno spettro elettromagnetico relativamente piatto nella regione visibile (350nm<λ<850 nm), in quanto la radiazione che emette ha una densità di flusso di 2000-4000 jansky (Jy). Tuttavia si è notato che la densità di flusso di Vega diminuisce rapidamente nella regione dell'infrarosso, con un valore di circa 100 Jy ad una lunghezza d'onda di 5000 nm (5 micrometri – µm –).
La scoperta della sua rapida rotazione potrebbe mettere in discussione molti dei dati formulati assumendo per la stella una simmetria sferica; l'affinamento di queste conoscenze, insieme allo sviluppo di nuovi modelli fisici, permette un miglioramento degli strumenti di calibrazione.

## Il sistema

### Eccesso di radiazione infrarossa

Lo spettro infrarosso di Vega, redatto sulla base dei dati dei satelliti IRAS e ISO e dei modelli fisici sviluppati.

Una delle prime scoperte compiute dal satellite IRAS (InfraRed Astronomy Satellite) fu, nel 1983, quella di un eccesso di emissione di radiazione infrarossa da parte di Vega. Misurato alle lunghezze d'onda di 25, 60 e 100 µm, la sua origine è stata circoscritta ad una regione di spazio centrata sulla stella il cui raggio era pari a circa 10 secondi d'arco ("); in base alla distanza stimata della stella, si è dedotto che questo raggio corrispondesse ad un'area di circa 80 unità astronomiche (UA) centrata su di essa. Le prime ipotesi formulate sostenevano che questa radiazione provenisse da un campo di materia orbitante attorno alla stella, che rifletteva sotto forma di radiazione infrarossa la luce che riceveva dalla Vega. Inizialmente si riteneva che questo disco circumstellare fosse costituito da polveri di dimensioni millimetriche; infatti, se le particelle fossero state più piccole, esse sarebbero state spazzate via facilmente dal vento e dalla radiazione della stella, o risucchiate verso di essa a causa dell'effetto Poynting-Robertson.
Ulteriori misure, effettuate alla lunghezza d'onda di 193 µm, hanno mostrato un flusso radiativo inferiore a quello previsto dall'ipotesi delle particelle millimetriche, il che suggeriva che le particelle dovessero avere dimensioni ben più modeste, dell'ordine di 100 µm o inferiori. Questo implicava che, per mantenere un simile quantitativo di polveri in orbita, data la loro volatilità, dovesse essere presente una fonte che provvedesse al ricambio di tali materiali. Uno dei meccanismi proposti, ma in seguito scartati, per mantenere costante il livello delle polveri prevedeva la presenza di un disco di materia fusa in procinto di formare un pianeta. I modelli formulati in merito alla distribuzione delle polveri indicavano una disposizione a disco circolare, con un raggio di 120 UA, all'interno del quale era presente una lacuna di raggio non inferiore a 80 UA.
Le analisi spettroscopiche hanno mostrato che le polveri del disco di Vega sono composte prevalentemente da grafite ed altri allotropi amorfi del carbonio, con una piccola percentuale (~5%) di silicati, in particolare olivine e forsteriti.
Vega è il prototipo di una classe di stelle di sequenza principale che presentano tutte un particolare eccesso di emissione infrarossa, dovuto alla presenza in orbita di un disco di polveri; tali stelle, dette stelle di tipo Vega o, in lingua inglese, Vega-like, rivestono particolare importanza in quanto il loro studio potrebbe fornire importanti indicazioni sull'origine del sistema solare.

### Indagini successive sul disco circumstellare

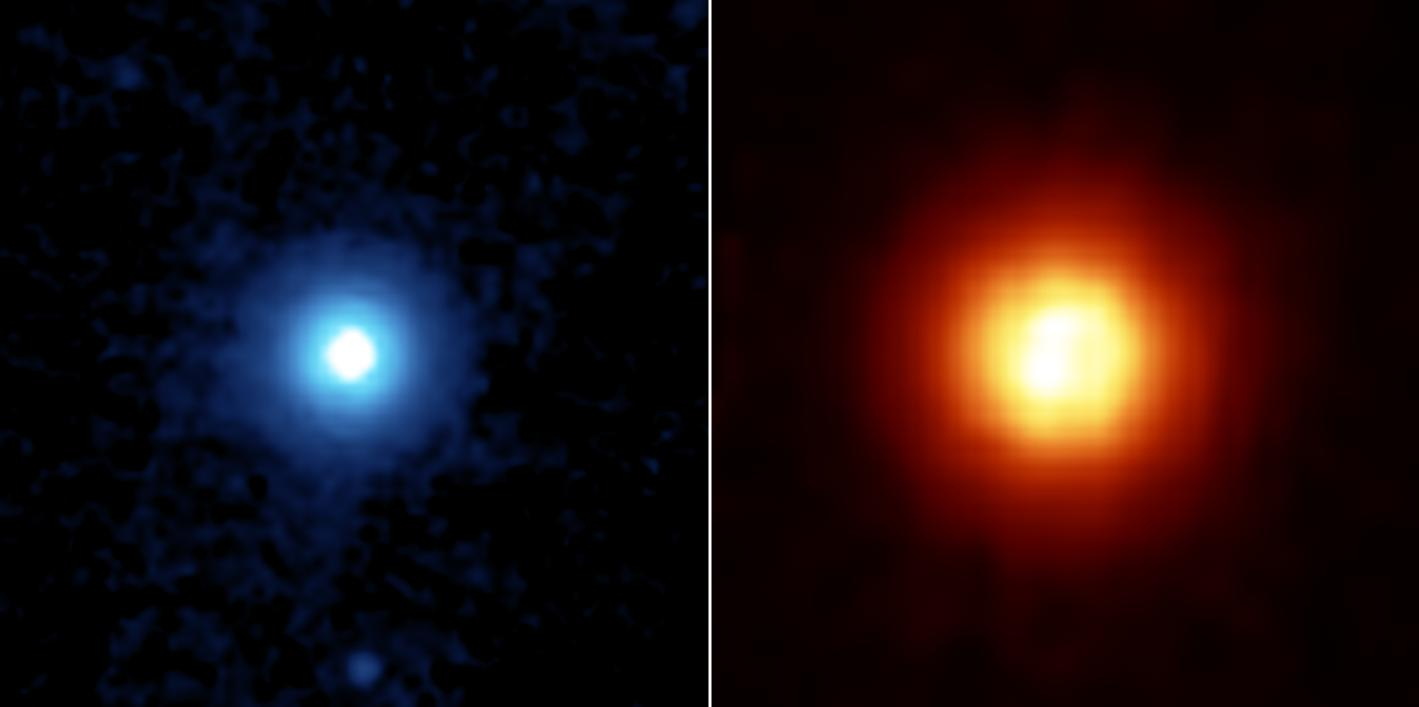
Le immagini ad alta risoluzione riprese dal telescopio spaziale Spitzer che mostrano Vega nell'infrarosso, rispettivamente a λ=24 µm (sinistra) e λ=70 µm (destra). NASA

Nel 2005 il telescopio spaziale Spitzer della NASA ha ripreso delle immagini ad alta risoluzione a diverse lunghezze d'onda dell'infrarosso delle polveri attorno a Vega; a seconda della lunghezza d'onda (λ) presa in considerazione si è notato che le polveri presentano una differente estensione: a λ=24 µm il disco di polveri si estende per 43" (oltre 330 UA), a λ=70 µm per 70" (543 UA) e a λ=160 µm per 105" (815 UA). Le indagini condotte su queste immagini hanno rivelato che il disco si presenta pressoché circolare e privo di addensamenti di materia, e che sarebbe costituito da particelle di dimensioni variabili tra 1 e 50 µm. La massa totale delle polveri è stata stimata in circa 3 × 10−3 volte la massa della Terra. La produzione di tali polveri sarebbe dovuta alle molteplici collisioni che si verificherebbero tra gli asteroidi di una popolazione analoga a quella presente nella fascia di Kuiper del sistema solare; quindi quello in orbita attorno a Vega sarebbe in realtà da considerarsi più un disco di detriti che non un disco protoplanetario, come è stato ipotizzato in precedenza. Il confine interno del disco, posto a circa a 11" ± 2" (70–102 UA), è delimitato dalla pressione della radiazione emessa dalla stella, che quindi spinge verso l'esterno i detriti generati nelle collisioni all'interno della cintura.
Tuttavia, per spiegare la continua produzione di polveri osservata, il disco avrebbe dovuto possedere una massa iniziale estremamente grande, stimata in centinaia di volte la massa di Giove; un simile valore risulta, ovviamente, spropositato. Per questo motivo si ritiene più probabile che queste polveri siano state prodotte dalla rottura, a seguito di una collisione recente con una cometa o asteroide di dimensioni medio/grandi, di un oggetto di dimensioni paragonabili a quelle di Plutone, ad una distanza di circa 90 UA dalla stella. Il disco di polveri sarebbe quindi molto più giovane rispetto all'età della stella, e si ritiene che verrà spazzato via dal vento stellare entro mille anni se non avverranno altre collisioni in grado di ristabilire la quantità originaria delle polveri perse.

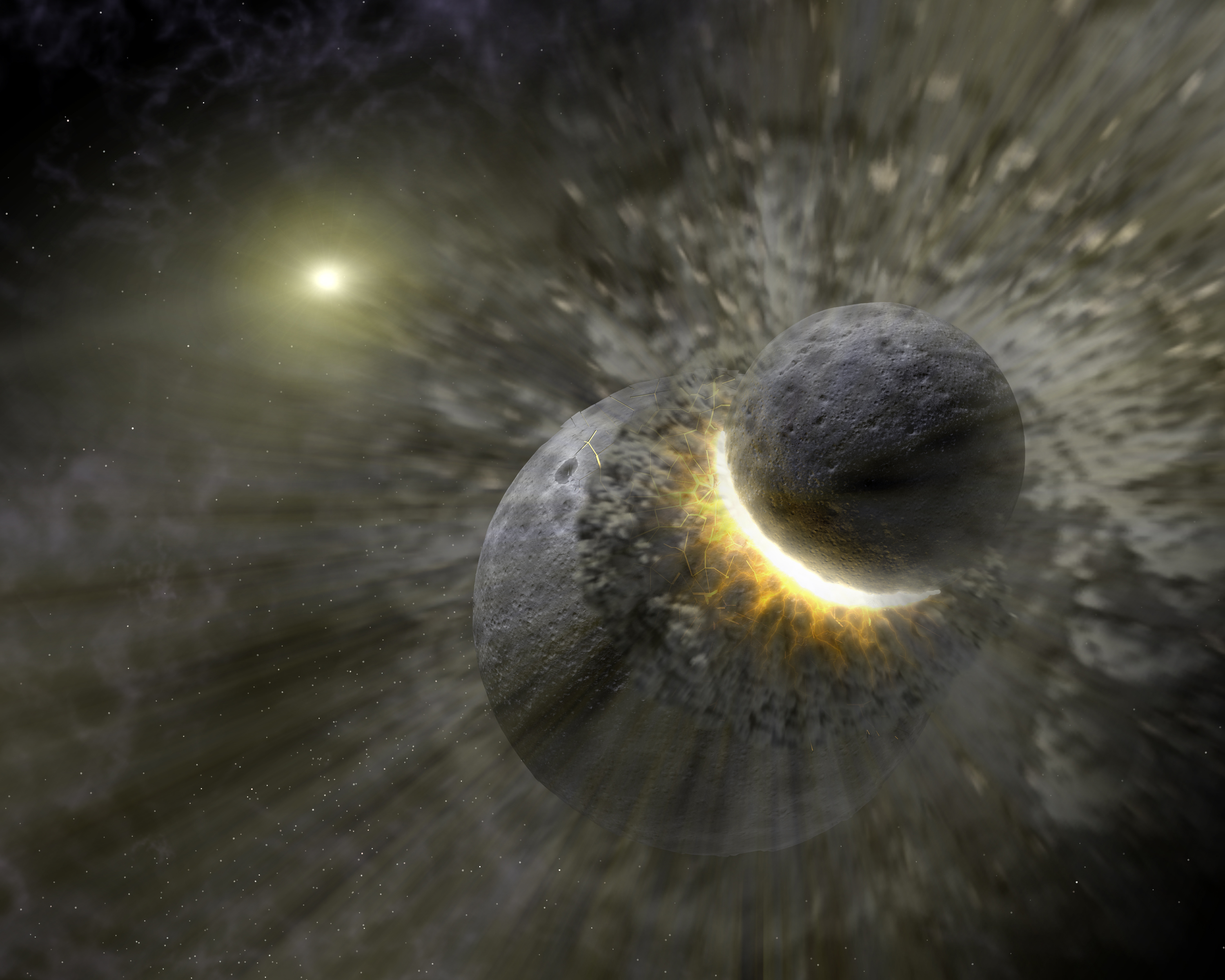
Raffigurazione artistica della massiccia collisione che potrebbe aver dato origine all'anello di polveri attorno a Vega. NASA

Le osservazioni condotte nell'infrarosso vicino dal CHARA Array nel 2006 hanno rivelato l'esistenza di una seconda banda di polveri più interna, ad una distanza di circa 5–8 UA dalla stella, surriscaldata dalla radiazione stellare sino ad oltre 1500 K. Poiché l'intensa pressione di radiazione della stella sarebbe in grado di spazzar via questa struttura in pochi anni, gli astronomi ritengono che all'interno di essa vi sia un alto tasso di produzione di polveri, dovuto a continue collisioni di corpi cometari o asteroidali. Un simile bombardamento troverebbe una spiegazione ipotizzando la migrazione all'interno del disco maggiore di uno o più pianeti giganti gassosi, i quali avrebbero quindi perturbato le orbite degli asteroidi di questa fascia catapultandoli verso le regioni interne. Queste teorie alimentano l'ipotesi che attorno a Vega possa orbitare quindi un vero e proprio sistema planetario.

### Possibile presenza di pianeti

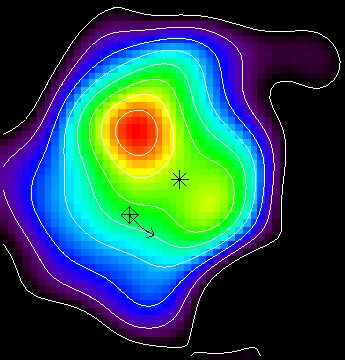
Immagine in falsi colori ripresa dalla camera SCUBA del JCMT che mostra le strutture del disco di Vega; * indica la posizione della stella, mentre × la probabile posizione e direzione dell'ipotetico pianeta.

Le osservazioni effettuate dal James Clerk Maxwell Telescope (JCMT) nel 1997 hanno rivelato una "regione brillante e allungata" ad una distanza di 70 UA da Vega. Si è ipotizzato che questa struttura potesse essere il risultato di una perturbazione del disco di polveri causata da un pianeta o da un altro oggetto orbitante circondato dalle polveri. Gli astronomi del Joint Astronomy Centre, che gestisce il JCMT, hanno ipotizzato che l'immagine potrebbe mostrare un sistema planetario in formazione. Le ricerche condotte dagli astronomi, sfruttando anche i telescopi Keck, non sono riuscite a rilevare l'eventuale radiazione emessa da possibili pianeti o nane brune in orbita attorno alla stella.
In una pubblicazione del 2002 si è ipotizzato che i particolari agglomerati nel disco potessero essere causati da un pianeta di massa paragonabile a quella di Giove, posto su un'orbita altamente eccentrica; le polveri si sarebbero accumulate in orbite in risonanza con questo ipotetico pianeta, dando origine ai conglomerati osservati. Nel 2003 è stata formulata un'altra ipotesi, che prevedeva l'esistenza di un pianeta di massa paragonabile a quella di Nettuno, migrato da una distanza di 40 UA fino a 65 UA in circa 56 milioni di anni, con un'orbita sufficientemente ampia da non perturbare le regioni interne del sistema e permettere quindi la formazione di pianeti rocciosi vicini alla stella. La migrazione avrebbe richiesto l'interazione gravitazionale con un secondo pianeta di massa più elevata posto in un'orbita più interna.
Nel 2005, mediante l'utilizzo di un coronografo montato sul telescopio Subaru alle Hawaii, gli astronomi sono riusciti ad affinare le stime sulle dimensioni del probabile pianeta, affermando che avrebbe una massa non superiore alle 5–10 masse gioviane. Anche se un pianeta attorno a Vega non è stato ancora osservato direttamente (come è accaduto, al contrario, nei casi di Fomalhaut o HR 8799, due stelle Vega-like), o comunque confermato mediante altri metodi di individuazione, non può essere esclusa la presenza di un sistema planetario, contenente probabilmente anche degli eventuali pianeti di tipo terrestre in un'orbita più vicina alla stella. L'inclinazione orbitale degli eventuali pianeti sarebbe verosimilmente allineata al piano equatoriale della stella.
Nel 2021 una pubblicazione su osservazioni degli spettri di Vega, in un periodo di tempo di 10 anni, ha rilevato il segnale di un candidato esopianeta con un periodo di 2,3 giorni; gli autori sostengono che le possibilità che sia un falso positivo sono solo dell'1%. Il pianeta avrebbe una massa minima di 20 volte quella della Terra, tuttavia non è nota l'inclinazione orbitale ed essendo Vega vista da Terra da uno dei suoi poli (i=6,2°) la massa minima richiederebbe un'orbita polare, mentre se il pianeta orbitasse sullo stesso piano della rotazione di Vega la massa sarebbe 10 volte maggiore, ossia 0,6 volte quella di Giove. Se fosse confermato un pianeta con quel periodo di rotazione orbiterebbe molto vicino a Vega, e con una temperatura di 3250 K sarebbe il più caldo conosciuto dopo KELT-9 b.
Prospetto del sistema
| Pianeta          | Tipo            | Massa        | Periodo orb.   | Sem. maggiore | Eccentricità |
| ---------------- | --------------- | ------------ | -------------- | ------------- | ------------ |
| b                | Gigante gassoso | ≥21,9±5,1 M⊕ | 2,42977 giorni | 0,04555 UA    | 0,25±0,15    |
| Disco di polveri | —               | —            | —              | 86-815 UA     | 6.2°?        |

## Il cielo visto da Vega

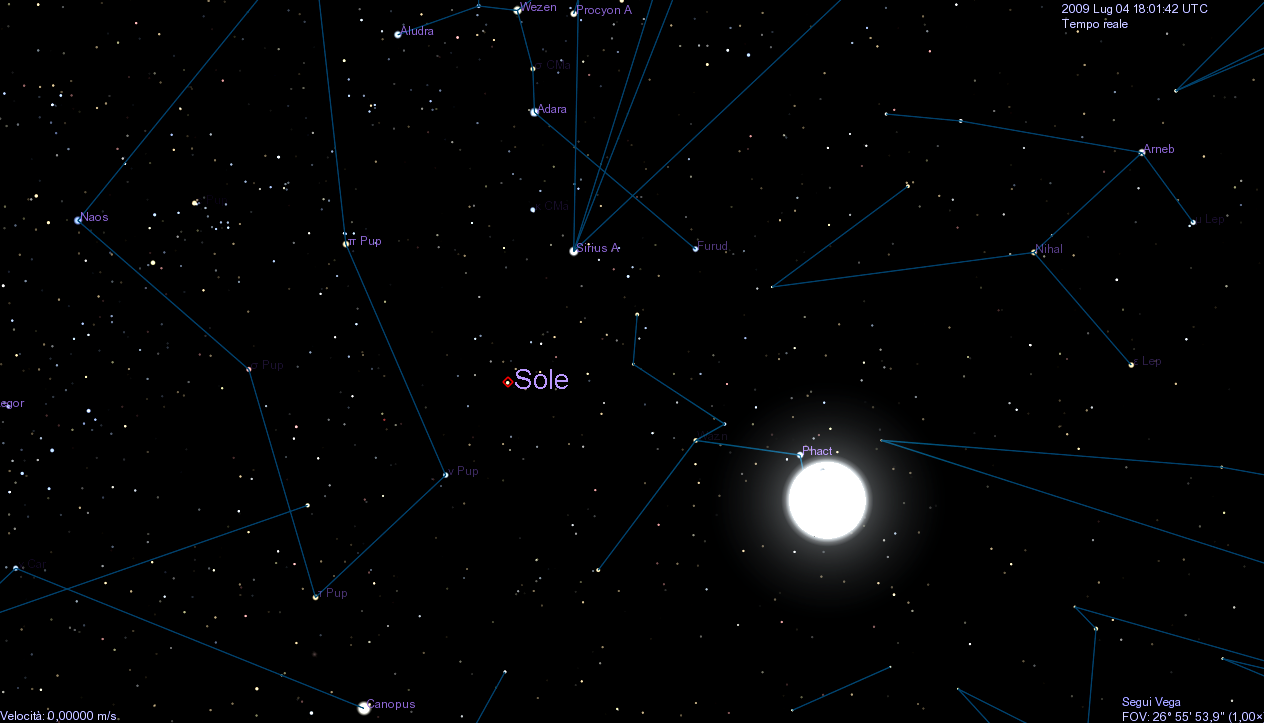
Il cielo come apparirebbe se visto da Vega. Celestia

Un ipotetico osservatore situato su un eventuale pianeta in orbita attorno a Vega vedrebbe il cielo leggermente diverso da quello osservabile sulla Terra: questo perché le distanze dal sistema solare di molte delle stelle più brillanti visibili dal nostro pianeta differiscono in maniera sostanziale rispetto a quelle che le separano da Vega.
Altair dista da Vega 14,8 anni luce, contro i 16,7 che la separano dal Sole; apparirebbe quindi appena più brillante (con una magnitudine apparente pari a 0,49) che vista dalla Terra. Lo stesso discorso vale per Arturo, che dista dall'astro principale della Lira 32 a.l. (contro i 37 che la distanziano dal sistema solare), e quindi appare nel cielo di Vega come un oggetto di magnitudine −0,33. Sirio e Procione, rispettivamente prima e ottava stella più brillante del cielo terrestre, distano rispettivamente 33 e 34 a.l. da Vega, il che le farebbe apparire come delle modeste stelle di seconda e terza grandezza.
Un aspetto curioso riguarda come apparirebbe il Sole se osservato da Vega. Com'è noto, Vega è visibile dal sistema solare in direzione di uno dei suoi poli; se l'asse di rotazione di questo ipotetico pianeta fosse perpendicolare al piano orbitale, e quindi puntasse nella medesima direzione dell'asse stellare, il Sole apparirebbe come la stella polare. Il Sole apparirebbe comunque come un debole astro di magnitudine 4,2, e risulterebbe visibile alle coordinate diametralmente opposte a quelle alle quali Vega risulta visibile dalla Terra (nel sistema di coordinate equatoriali terrestri sarebbero AR=6h 36m 56,3364s — Dec=−38° 47′ 01,291″), che corrispondono alla regione occidentale della costellazione della Colomba. Non lontano dalla nostra stella risulterebbe visibile Sirio, mentre dalla parte opposta brillerebbe Canopo, che apparirebbe lievemente meno brillante rispetto al cielo terrestre.

## Nella cultura

### Etimologia

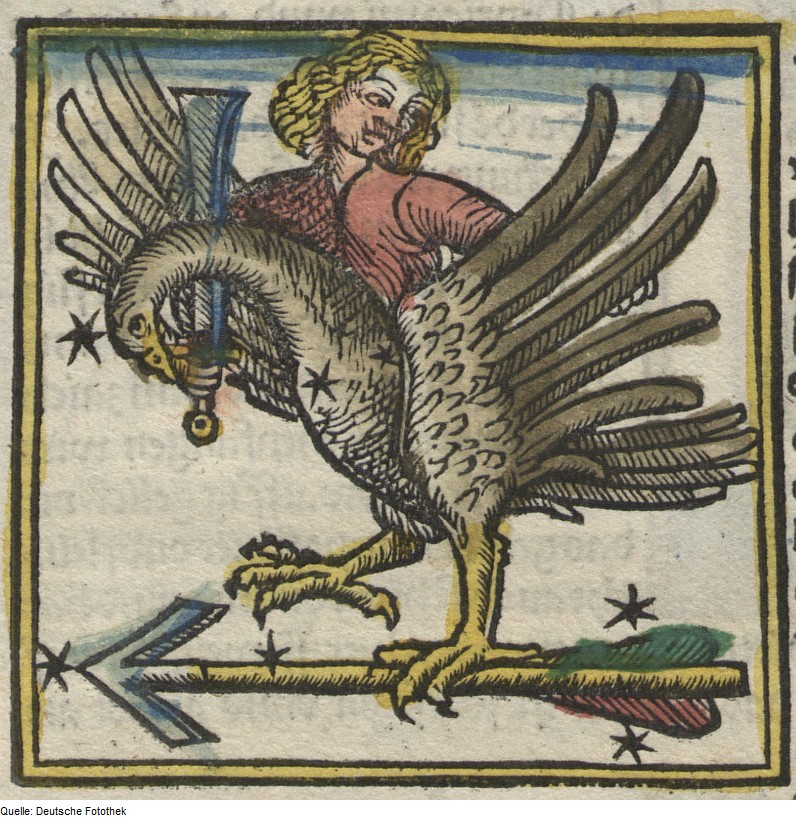
Un'immagine della costellazione della Lira ripresa dall'edizione del 1512 dell'atlante astronomico di Regiomontano.

Il nome originario della stella, Wega (in seguito corrotto in Vega), deriva da una libera traslitterazione della parola araba wāqi (planante), estratta dalla frase النسر الواقع‎ an-nasr al-wāqi‘, "l'avvoltoio planante", che era il nome con cui designarono la stella gli astronomi arabi dell'XI secolo, i quali videro nella Lira la forma di un'aquila (o un altro uccello rapace, probabilmente un avvoltoio) nell'atto di planare. La rappresentazione della costellazione come un avvoltoio non era nuova: era infatti già riconosciuta come tale dagli Egizi e nell'antica India. Il nome comparve per la prima volta in Occidente nelle tavole alfonsine, compilate tra il 1215 e il 1270 per ordine del re di Castiglia Alfonso X, e si affermò nel corso del XIII secolo. In quest'epoca erano molto diffuse diverse varianti del nome originale arabo, in particolare Waghi, Vagieh e Veka.

### Mitologia ed esoterismo
Intorno a Vega, per via della sua grande brillantezza e della sua posizione nel cielo notturno, si è intessuto un discreto apparato mitologico e religioso-esoterico.
Per gli Assiri la stella si chiamava Dayan-same, il "Giudice dei Cieli", mentre per gli Accadi era Tir-anna, la "Vita del Cielo"; i Babilonesi la conoscevano presumibilmente con nome Dilgan, "il Messaggero della Luce", attribuito anche ad altre stelle.
Gli antichi Greci, così come i Romani dopo di loro, ritenevano che la costellazione della Lira rappresentasse lo strumento musicale di Orfeo, costruito da Ermes sfruttando il carapace di una tartaruga come cassa armonica e il budello di una pecora per fabbricare le corde; Vega rappresentava il manico della lira ed era nota col nome di Λύρα (Lyra). Presso i Romani l'astro era noto, oltre che col nome Lyra, anche con i sinonimi Fidis, Fides e Fidicula, tutti indicanti lo strumento di Orfeo; inoltre la data d'inizio della stagione autunnale era stata scelta in modo da coincidere con la data in cui Vega tramontava al sorgere del Sole.
La stella è associata al mito di 七夕 (Qi Xi, " I Sette Crepuscoli"), originario della Cina ma molto diffuso, seppur con alcune varianti, anche in Corea e Giappone. Il mito tratta della storia d'amore che lega 織女 (Zhi Nü, "la Tessitrice", che rappresenta Vega) e il marito 牛郎 (Niu Lang, "il Mandriano", ovvero la stella Altair), che si trova insieme ai due figli della coppia (le vicine stelle Tarazed e Alshain); i due coniugi sono costretti a restare separati alle due sponde del 銀河 "Fiume d'Argento" (la Via Lattea). Tuttavia, i due possono incontrarsi per un solo giorno all'anno, la "settima notte della settima luna" (ovvero il settimo giorno del settimo mese del calendario lunisolare cinese, corrispondente nel calendario gregoriano agli inizi del mese di agosto); in questa circostanza le gazze si adoperano per formare con le loro ali un momentaneo ponte che unisca le due rive del fiume, permettendo l'incontro dei due amanti. Da questo mito traggono origine due festività: in Cina il Qi Qiao Jie, mentre in Giappone il Tanabata.
Presso i popoli polinesiani Vega era nota come whetu o te tau, la stella dell'anno: infatti il sorgere eliaco della stella, per un certo periodo della storia di queste popolazioni, segnava l'inizio del nuovo anno e il momento in cui il terreno poteva essere preparato per piantare i vegetali coltivati; questa funzione fu in seguito assunta dalle Pleiadi.
Nella religione zoroastriana era talvolta associata a Vanant, una divinità minore il cui nome significa "conquistatore".
Nell'astrologia medioevale occidentale ed araba Vega era annoverata tra le quindici stelle fisse beheniane, stelle di importanza magica denominate da Agrippa di Nettesheim Behenii (donde il loro nome), dall'arabo bahman che significa radice; i suoi pianeti collegati erano Mercurio e Venere, la pietra preziosa l'olivina e la pianta la santoreggia invernale. Agrippa assegnò inoltre alla stella il simbolo cabalistico  con il nome Vultur cadens ("Avvoltoio cadente"), una traduzione letterale in latino del nome arabo.

### Eponimia
La stella ha dato il proprio nome a numerosi manufatti umani, prevalentemente mezzi di trasporto e strumenti scientifici. Vega è stata la prima stella a cui sia stata intitolata, nel 1971, un'automobile, la Chevrolet Vega; alla stella è stato intitolato anche un velivolo, il Lockheed Vega. L'Agenzia Spaziale Europea ha assegnato il nome della stella ad un suo lanciatore, mentre l'Unione Sovietica alle sonde Vega 1 e 2, dalle iniziali delle destinazioni esplorative, il sorvolo di Venere (VEnus) e l'analisi della cometa di Halley (GAlley, nella pronuncia russa).

### Testi generici

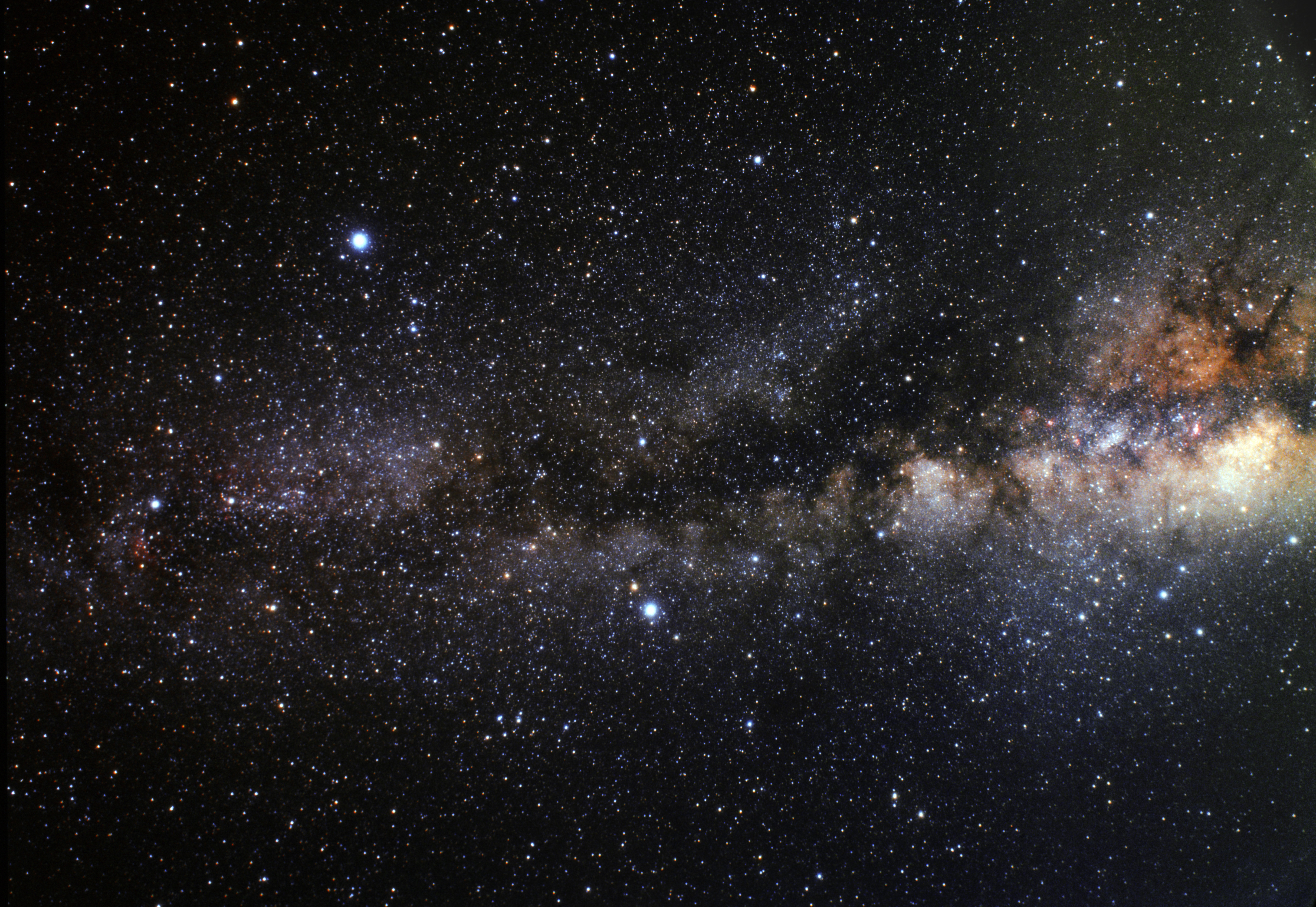
Un'immagine della Via Lattea estiva, a ridosso della quale è molto ben visibile l'asterismo del Triangolo estivo (a sinistra); Vega è la stella più brillante del campo visivo.

- (EN) E. O. Kendall, Uranography: Or, A Description of the Heavens; Designed for Academics and Schools; Accompanied by an Atlas of the Heavens, Philadelphia, Oxford University Press, 1845.
- (EN) B. Arthur, A Short History of Astronomy, New York, Charles Scribner's Sons, 1899.
- George Forbes, History of Astronomy, Londra, Watts & Co., 1909.
- (EN) J. R. Kippax, The Call of the Stars: A Popular Introduction to a Knowledge of the Starry Skies with their Romance and Legend, G. P. Putnam's Sons, 1919.
- (EN) R. Burnham Jr., Burnham's Celestial Handbook: An Observer's Guide to the Universe Beyond the Solar System, Courier Dover Publications, 1978, ISBN 0-486-23568-8.
- (EN) Andrew L. Chaikin, The New Solar System, a cura di J. K. Beatty e C. C. Petersen, 4ª ed., Cambridge, Inghilterra, Cambridge University Press, 1990, ISBN 0-521-64587-5.
- (EN) Robert A. Garfinkle, Star-Hopping: Your Visa to Viewing the Universe, Cambridge University Press, 1997, ISBN 0-521-59889-3.
- (EN) Arthur R. Upgren, Night Has a Thousand Eyes: A Naked-Eye Guide to the Sky, Its Science, and Lore, Basic Books, 1998, ISBN 0-306-45790-3.
- (EN) Jay M. Pasachoff, A Field Guide to Stars and Planets, 4ª ed., Houghton Mifflin Field Guides, 2000, ISBN 0-395-93431-1.
- (EN) John Gribbin e Mary Gribbin, Stardust: Supernovae and Life—The Cosmic Connection, Yale University Press, 2001, ISBN 0-300-09097-8.
- AA.VV, L'Universo - Grande enciclopedia dell'astronomia, Novara, De Agostini, 2002.
- (EN) Thanu Padmanabhan, Theoretical Astrophysics, Cambridge University Press, 2002, ISBN 0-521-56241-4.
- (EN) D. Clarke, Astronomy: Principles and Practice, CRC Press, 2003, ISBN 0-7503-0917-2.
- J. Gribbin, Enciclopedia di astronomia e cosmologia, Milano, Garzanti, 2005, ISBN 88-11-50517-8.
- W. Owen et al., Atlante illustrato dell'Universo, Milano, Il Viaggiatore, 2006, ISBN 88-365-3679-4.
- J. Lindstrom, Stelle, galassie e misteri cosmici, Trieste, Editoriale Scienza, 2006, ISBN 88-7307-326-3.

### Sulle stelle
- (EN) William Tyler Olcott, Star Lore of All Ages: A Collection of Myths, Legends, and Facts Concerning the Constellations of the Northern Hemisphere, G.P. Putnam's sons, 1911.
- (EN) Martin Schwarzschild, Structure and Evolution of the Stars, Princeton University Press, 1958, ISBN 0-691-08044-5.
- (EN) Martha Evans Martin e Donald Howard Menzel, The Friendly Stars: How to Locate and Identify Them, Dover, Courier Dover Publications, 1964, ISBN 0-486-21099-5.
- (EN) Donald D. Clayton, Principles of Stellar Evolution and Nucleosynthesis, University of Chicago Press, 1983, ISBN 0-226-10953-4.
- (EN) Suzanne Débarbat, The First Successful Attempts to Determine Stellar Parallaxes in the Light of the Bessel/Struve Correspondances, in Mapping the Sky: Past Heritage and Future Directions, Springer, 1988, ISBN 90-277-2810-0.
- (EN) R. J. Tayler, The Stars: Their Structure and Evolution, Cambridge University Press, 1994,  p. 16, ISBN 0-521-45885-4.
- (EN) David H. Levy e Janet A. Mattei, Observing Variable Stars, 2ª ed., Cambridge, Cambridge University Press, 1998, ISBN 0-521-62755-9.
- (EN) Cliff Pickover, The Stars of Heaven, Oxford, Oxford University Press, 2001, ISBN 0-19-514874-6.
- A. De Blasi, Le stelle: nascita, evoluzione e morte, Bologna, CLUEB, 2002, ISBN 88-491-1832-5.
- (EN) Mike Inglis, Observer's Guide to Stellar Evolution: The Birth, Life, and Death of Stars, Springer, 2003, ISBN 1-85233-465-7.
- (EN) Maurizio Salaris e Santi Cassisi, Evolution of Stars and Stellar Populations, John Wiley and Sons, 2005,  p. 120, ISBN 0-470-09220-3.
- C. Abbondi, Universo in evoluzione dalla nascita alla morte delle stelle, Sandit, 2007, ISBN 88-89150-32-7.
- (EN) Fred Schaaf, The Brightest Stars: Discovering the Universe through the Sky's Most Brilliant Stars, John Wiley & Sons, Incorporated, 2008, ISBN 978-0-471-70410-2.

### Pubblicazioni scientifiche
- J. D. Fernie, On the variability of VEGA, in Astronomical Society of the Pacific, vol. 93, n. 2, 1981,  pp. 333-337, DOI:10.1086/130834. URL consultato il 30 ottobre 2007.
- D. A. Harper, R. F. Loewenstein e J. A. Davidson, On the nature of the material surrounding VEGA, in Astrophysical Journal, Part 1, vol. 285, 1984,  pp. 808-812. URL consultato il 2 novembre 2007.
- D. Gigas, The iron abundance of VEGA, in Astronomy and Astrophysics, vol. 165, n. 1-2, settembre 1986,  pp. 170-182, ISSN 0004-6361. URL consultato il 3 luglio 2009.
- I. A. Vasil'Yev, V. P. Merezhin, V.  N. Nalimov e V.A. Novosyolov, On the Variability of Vega, in Information Bulletin of Variable Stars, Commission 27 of the I. A. U., vol. 3308, 17 marzo 1989. URL consultato il 18 giugno 2009.
- S. J. Adelman e A. F. Gulliver, An elemental abundance analysis of the superficially normal A star VEGA, in Astrophysical Journal, Part 1, vol. 348, 1990,  pp. 712-717, DOI:10.1086/168279. URL consultato il 7 novembre 2007.
- A. F. Gulliver, G. Hill e S. J. Adelman, Vega: A rapidly rotating pole-on star, in The Astrophysical Journal, vol. 429, n. 2, 1994,  pp. L81-L84. URL consultato il 29 ottobre 2007.
- D. Barrado y Navascues, The Castor moving group. The age of Fomalhaut and VEGA, in Astronomy and Astrophysics, vol. 339, 1998,  pp. 831-839. URL consultato il 31 ottobre 2007.
- S. Ilijic, M. Rosandic, D. Dominis, M. Planinic e K. Pavlovski, An abundance analysis for Vega: Is it a lambda Boo star?, in Contributions of the Astronomical Observatory Skalnate Pleso, vol. 27, n. 3, 1998,  pp. 467-469. URL consultato il 3 luglio 2009.
- D. M. Peterson et al., Vega is a rapidly rotating star, in Nature, vol. 440, n. 7086, 1999,  pp. 896-899, DOI:10.1038/nature04661. URL consultato il 29 ottobre 2007.
- H. M. Qiu, G. Zhao, Y. Q. Chen e Z. W. Li, The Abundance Patterns of Sirius and Vega, in The Astrophysical Journal, vol. 548, n. 2, 2001,  pp. 77-115. URL consultato il 30 ottobre 2007.
- D. Wilner, M. Holman, M. Kuchner e P. T. P. Ho, Structure in the Dusty Debris around Vega, in The Astrophysical Journal, vol. 569, 2002,  pp. L115–L119, DOI:10.1086/340691. URL consultato il 30 ottobre 2007.
- J. P. Aufdenberg et al., First results from the CHARA Array: VII. Long-Baseline Interferometric Measurements of Vega Consistent with a Pole-On, Rapidly Rotating Star (PDF), in Astrophysical Journal, vol. 645, 2006,  pp. 664-675. URL consultato il 9 novembre 2007.
- O. Absil et al., Circumstellar material in the Vega inner system revealed by CHARA/FLUOR, in Astronomy and Astrophysics, vol. 452, n. 1, 2006,  pp. 237-244. URL consultato il 19 novembre 2007.

### Carte celesti
- (EN) Tirion, Rappaport, Lovi, Uranometria 2000.0 - Volume II: The Southern Hemisphere to +6°, Richmond, Virginia, USA, Willmann-Bell, inc., 1987, ISBN 0-943396-15-8.
- (EN) Tirion, Sinnott, Sky Atlas 2000.0, 2ª ed., Cambridge, USA, Cambridge University Press, 1998, ISBN 0-933346-90-5.
- (EN) Tirion, The Cambridge Star Atlas 2000.0, 3ª ed., Cambridge, USA, Cambridge University Press, 2001, ISBN 0-521-80084-6.

### Voci generiche
- Stella
- Sequenza principale

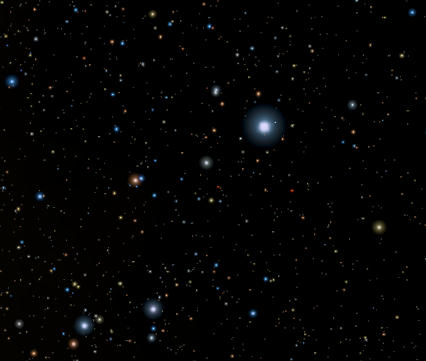
Vega nella costellazione della Lira.

- Stella bianca di sequenza principale

### Posizione
- Lira (costellazione)
- Associazione di Castore
- Bolla Locale
- Nube Interstellare Locale
- Braccio di Orione
- Via Lattea

### Voci affini
- Cintura asteroidale
- Fomalhaut, una brillante stella di tipo Vega, dotata di una cintura asteroidale e di un pianeta extrasolare
- HR 8799, un'altra stella Vega-like, dotata di tre pianeti ed una massiccia cintura asteroidale
- Triangolo Estivo

### Liste
- Stelle più vicine alla Terra
- Stelle più brillanti del cielo notturno osservabile
- Lista delle stelle luminose più vicine
- Lista di stelle